# كلايد لي
كلايد لي (بالإنجليزية: Clyde Lee)‏ مواليد 14 مارس 1944 في ناشفيل، هو لاعب كرة سلة أمريكي معتزل. بدأ مسيرته الاحترافية في سنة 1966. تم اختياره من قبل فريق غولدن ستايت ووريورز خلال الدرافت. يبلغ طوله 6 قدم 10 بوصة (2.1 م). اعتزل اللعب في 1976. أحرز خلال مسيرته في الإن بي إيه 5733 نقطة بمعدل 7.7 نقاط في المباراة الواحدة.

## المسيرة الاحترافية
لعب مع غولدن ستايت ووريورز من سنة 1966 إلى 1974، ثم لعب مع أتلانتا هوكس في سنة 1974، ثم لعب مع فيلادلفيا سفنتي سيكسرز في سنة 1976.

## روابط خارجية
- كلايد لي على موقع إن بي أي (الإنجليزية)
- كلايد لي على موقع سبورتس رفرنس (الإنجليزية)
- كلايد لي على موقع كلية كرة السلة في سبورتس رفرنس.كوم (الإنجليزية)
- كلايد لي على موقع ريلجم (الإنجليزية)
- كلايد لي على موقع بروبوليرز (الإنجليزية)